# Holtefjell
Holtefjell es una montaña situada en la frontera entre Øvre Eiker y Flesberg en Buskerud, Noruega.
La tierra alrededor de Holtefjell es mayormente montañosa. El punto más alto de la zona tiene una altura de 655 metros.
La ciudad grande más cercana es Vikersund, 16,9 km al noreste de Holtefjell. El área alrededor de Holtefjellet está casi cubierta por un denso bosque caducifolio.